# Египтозухиды
Египтозухиды (лат. Aegyptosuchidae) — семейство вымерших пресмыкающихся из клады эузухий. Представители обитали на территории современной Северной Африки во времена позднемеловой эпохи (100,5—93,5 млн лет назад).  Египтозухиды характеризуются плоскими головами, нехарактерными для крокодилов. В конце XX века сближались с семейством стоматозухид (Stomatosuchidae).

## Классификация
По данным сайта Paleobiology Database, на март 2018 года в семейство включают 2 вымерших рода:
- Aegyptosuchus Stromer, 1933 — описан по частичному черепу, зубам и нескольким позвонкам. Жил на территории современных Египта и Нигера[4].
- Aegisuchus Holliday & Gardner, 2012 — гигантский крокодиломорф, найденный в сеноманских отложениях Марокко. Известен по частичному черепу, на основе которого минимальная оценка его длины составляет 15 м[3].

## Палеоэкология
Египтозухиды происходят из формаций Кем Кем Бедс и Бахария, в которых также обнаружены окаменелости крупных тероподных динозавров, таких как Deltadromeus, спинозавр и кархародонтозавр, с которыми крокодиломорфы конкурировали за пищевые ресурсы: крупных растительноядных завропод, а также хрящевых и двоякодышащих рыб.